# Rafael Michelini
Rafael Michelini Delle Piane (Montevideo, 30 de octubre de 1958) es un político uruguayo perteneciente al Nuevo Espacio dentro del Frente Amplio. Ha ejercido como senador y diputado.

## Biografía
Nació el 30 de octubre de 1958, en Montevideo, Uruguay. Es hijo de Elisa Delle Piane y del senador de la República asesinado en Buenos Aires durante la época de la dictadura militar, Zelmar Michelini (quien fue asesinado junto con Héctor Gutiérrez Ruiz, Presidente de la Cámara de Representantes hasta el golpe de Estado del 27 de junio de 1973). Rafael Michelini fue y es uno de los que luchan para que los muertos desaparecidos en esas épocas puedan ser encontrados o al menos saber algo más acerca de su paradero.

## Vida política
En las elecciones de 1984, las primeras tras la dictadura, fue elegido edil en el departamento de Montevideo por el Partido por el Gobierno del Pueblo, Lista 99 del Frente Amplio. Cinco años después, acompañó la salida de su agrupación del Frente Amplio, formando un nuevo partido, el Nuevo Espacio. Apoyó la candidatura presidencial de Hugo Batalla para las elecciones de 1989, en las que Michelini fue elegido diputado.
En 1994, se manifestó en desacuerdo con la alianza entre Hugo Batalla y el Partido Colorado, que llevaría a la fórmula Julio María Sanguinetti y Hugo Batalla al triunfo en las elecciones de ese año, y se mantuvo independiente como líder del Nuevo Espacio.
Fue postulado dos veces a la Presidencia de la República por el mismo, el cual hoy conforma uno de los sectores de la coalición Frente Amplio. 
En la primera votación de 1994, para el período 1995 al 2000, obtuvo un 5.16% del total de votos emitidos, mientras que en 1999, para el período 2000 al 2005, obtuvo un 4.56% de los votos. En ambas oportunidades fue elegido Senador.
En el año 2003, llegó a un acuerdo con el Encuentro Progresista Frente Amplio, denominado Nueva Mayoría, por el cual volvió a su viejo partido político. Algunos sectores del Nuevo Espacio, dirigidos por Pablo Mieres, discreparon con esta decisión y se separaron del sector, manteniéndose fuera del Frente Amplio y fundando el Partido Independiente.
El Frente Amplio ganó las elecciones de 2004 y Rafael Michelini logró una banca en el Senado en representación de esa coalición política.
En las elecciones de octubre de 2009, fue elegido senador por el Frente Liber Seregni.
En 2012 se realizaron elecciones abiertas para la presidencia del Frente Amplio ; Michelini apoyó a Mónica Xavier, quien fue clara ganadora, y asumió el cargo el 30 de junio; conjuntamente se eligieron tres vicepresidentes, uno de ellos Michelini, acompañado por la diputada Ivonne Passada (MPP) y el excoordinador del Pit-Cnt Juan Castillo (Partido Comunista del Uruguay).

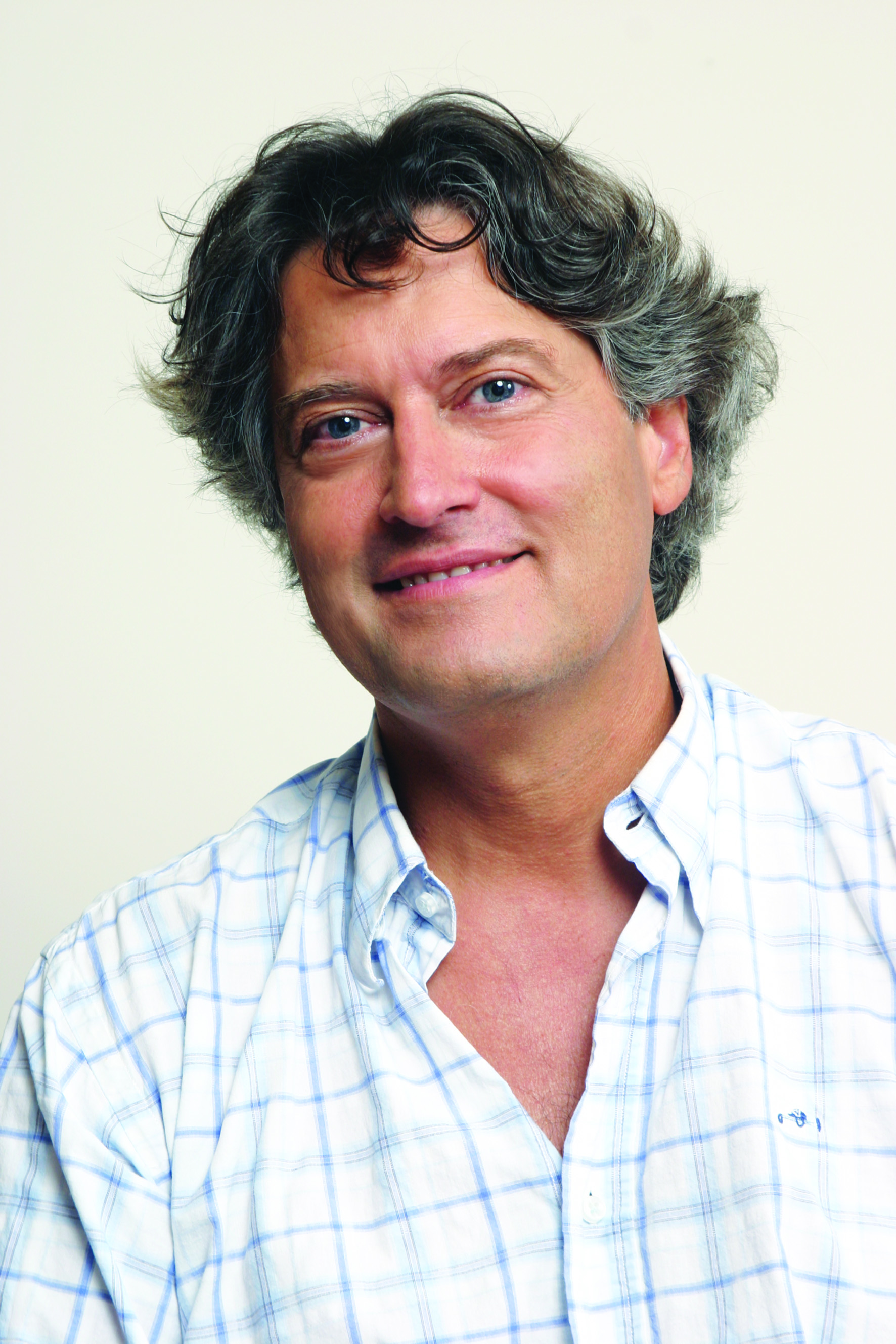
Rafael Michelini en 2009

A inicios de 2019, Michelini y su sector Nuevo Espacio apoyan la precandidatura de Daniel Martínez de cara a las elecciones internas de junio. Manifiesta su intención de presentar lista propia al Senado, al contrario de lo sucedido en instancias anteriores, en que el Frente Liber Seregni llevaba una plancha común. Este proceso electoral es observado con mucho interés, dado que el partido oficialista se encamina a un complejo proceso de recambio generacional de sus cuadros dirigentes, tras décadas de predominio de la tríada conformada por Tabaré Vázquez, José Mujica y Danilo Astori.
En abril de 2021, a raíz de sus polémicas declaraciones sobre aglomeraciones durante la pandemia de COVID-19 en Uruguay, Michelini fue desvinculado de su cargo como secretario político del Frente Amplio.

## Actividad literaria
En 2022, Michelini presenta una obra de ficción histórica, que se desarrolla en el antiguo reino de Castilla.
- Noah. Un judío rebelde. La red de Burgos. Montevideo: Grijalbo. 2022. ISBN 9789915673073.